# Chroniques d'Irlande
Ne doit pas être confondu avec  Chroniques d'Angleterre, Écosse et Irlande.
Les Chroniques d'Irlande est le nom moderne donné à une présumée collection d'annales ecclésiastiques, ayant enregistré les événements en Irlande entre les années 432 et 911. Plusieurs annales anciennes, existant encore maintenant, rapportent les événements dans le même ordre et avec des mots identiques jusqu'en 911, date à partir de laquelle elles poursuivent des narrations différentes. Ceci concerne les Annales d'Inisfallen, les Annales d'Ulster, le Chronicon Scotorum, les Annales de Clonmacnoise, les Annales de Tigernach, les Annales de Roscrea, les Annales de Boyle et les Annales fragmentaires d'Irlande. Les « Chroniques d'Irlande » représentent la solution académique consensuelle à ce problème synoptique gaélique : retraçant les événements jusqu'en 911, ces chroniques auraient été la source commune des annales postérieures, avant d'être définitivement perdues. Leur historicité n'est que très rarement assurée à haute époque et les études critiques actuelles tentent de déterminer la part de conjectures ou d'inventions de la part des chroniqueurs relatant l'histoire, tant séculière qu'ecclésiastique, de l'Irlande jusqu'au Xe siècle.

## Format
Les événements sont listés par entrées séparées, regroupées par année. La plupart des entrées tiennent en une ou deux phrases seulement, et certaines années ne contiennent qu'une à deux entrées. Le raid viking sur l'abbaye de Iona en 806, au cours duquel la totalité des habitants de l'abbaye fut massacrée, est rapportée avec une brièveté caractéristique : « La communauté de Iona, au nombre de soixante-six, fut tuée par les païens ».

## Paternité de l'œuvre
Aucune preuve directe de l'identité des auteurs des Chroniques n'existe pour toute la durée de sa rédaction. Les universitaires sont néanmoins certains qu'elles furent produites par des rédacteurs œuvrant dans des églises et des monastères, à l'usage des gens d'église. Selon les époques, ces Chroniques furent rédigées dans des endroits différents; la preuve la plus ancienne d'un lieu de rédaction avéré est Iona quelque temps après l'an 563. L'écriture se poursuivit là jusqu'à environ l'an 642. Autour de l'année 639, une autre chronique, d'origine incertaine, prit naissance ailleurs et fusionna avec celle d'Iona dans la seconde moitié du VIIe siècle. La chronique se poursuivit alors jusqu'à environ l'année 740. De 740 à 911, les rédacteurs de la Chronique travaillèrent dans les midlands irlandais, probablement dans la province de Brega, peut-être dans le monastère de l'abbaye de Clonard. Quelques spécialistes pensent que pour le début du IXe siècle l'activité s'était installée à Armagh, mais ce point n'est pas encore tranché.
Après 911, les continuateurs se divisèrent en deux branches principales : une à Armagh qui donna les Annales d'Ulster, et la seconde, le groupe de Clonmacnoise, qui donna naissance aux Annales de Clonmacnoise, dont il ne subsiste qu'une traduction en anglais, aux Annales de Tigernach, dont il ne reste que des fragments, et le Chronicon Scotorum, un abrégé des Annales de Tigernach. La plupart des restes du contenu original des Chroniques nous vient des chroniques de Clonmacnoise.

## Contenu
Un grand nombre d'entrées des chroniques concernent la nécrologie. Pour les rédacteurs, la cause de la mort était un indicateur de sa « qualité spirituelle », et ils avaient le sentiment qu'elle indiquait si le décédé allait aller au paradis ou en enfer.
Après l'an 800, l'enregistrement des raids vikings fait l'objet d'un grand nombre d'entrées. Figure également l'observation de phénomènes astronomiques, comme l'éclipse de soleil qui eut lieu le 29 juin 512. Il y apparaît aussi quelques événements extérieurs à l'Irlande : pour quelques périodes du VIIIe et du IXe siècle, la chronologie de certains événements se produisant en Angleterre y est plus précise que celle de la Chronique anglo-saxonne.

## Repères chronologiques
Les chroniques ont utilisé deux méthodes de repérage chronologique des événements : le système calendaire et le système régnal.
Le premier, le plus ancien, a été employé la première fois par Rufin d'Aquilée au début du Ve siècle et a été introduit en Irlande au début du VIe siècle. Les dates sont repérées par rapport aux calendes de janvier, c'est-à-dire tout simplement au 1er janvier, d'où le nom de système KI (Kalendae Ianuarii), donné par les spécialistes. Cette chronologie, étroitement liée au calendrier julien, a été utilisée à Iona, Clonmacnoise, Armagh, Derry et dans le Connacht jusque vers l'année 1590, qui correspond à la dernière année des Annales de Loch Cé. Selon Mc Carthy de Trinity College de Dublin, ce système offre une chronologie relativement précise, en dehors de quelques dérives occasionnelles.
Le second système se base sur les règnes de rois réels ou mythiques d'Irlande, commençant à Slainghe mac Deala, premier roi légendaire de Fir Bolg, et s'achevant à Ruaidhri O'Conchobhair †1198, considéré comme le dernier haut-roi d'Irlande. Largement utilisé au cours du second millénaire, ce système est susceptible, par son principe même, de provoquer d'importantes erreurs de datation.
Dès le XIe siècle, au vu des divergences chronologiques des annales, des universitaires ont tenté de synchroniser l'histoire de l'Irlande avec l'histoire biblique et l'histoire mondiale. Ce genre de travaux se poursuivent encore actuellement.